# Simmozheim
Simmozheim ist eine Gemeinde im Landkreis Calw in Baden-Württemberg. Sie gehört zur Region Nordschwarzwald und zur Randzone der europäischen Metropolregion Stuttgart.

## Geographie

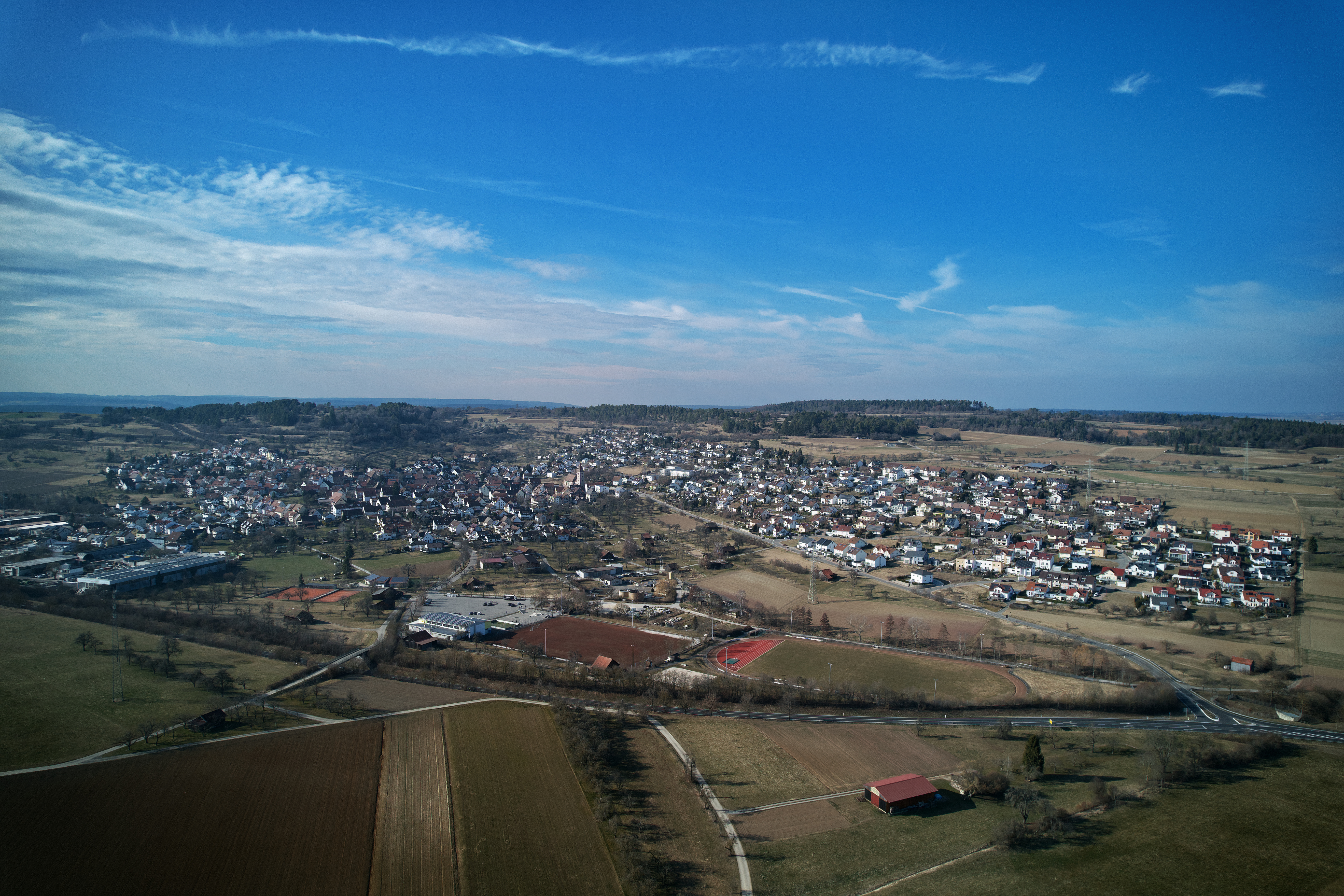
Simmozheim (2022) aus südöstlicher Richtung

### Geographische Lage
Simmozheim liegt an der Bundesstraße 295 zwischen Weil der Stadt und Althengstett, im Hecken- und Schlehengäu. Die Gemeinde besteht aus zwei voneinander getrennten Gebieten. Höchster Punkt der Gemarkung mit 587,2 m ü. NHN ist das Hörnle, der tiefste Punkt wird mit 437 m ü. NHN am Talackerbach beim Austritt aus dem Gemeindegebiet gemessen.

### Gemeindegliederung
Zur Gemeinde Simmozheim gehören das Dorf Simmozheim und der Weiler Büchelbronn.

### Schutzgebiete
In Simmozheim befinden sich zwei Naturschutzgebiete, das Naturschutzgebiet Simmozheimer Wald mit ca. 12 ha und das Naturschutzgebiet Hörnle und Geißberg mit ca. 68 ha. Das gleichnamige Landschaftsschutzgebiet umschließt beide Naturschutzgebiete. Die Flächen gehören gleichzeitig zum FFH-Gebiet Calwer Heckengäu. Der westliche Gemeindeteil gehört zum Naturpark Schwarzwald Mitte/Nord.

## Geschichte

### Überblick
In einem Waldstück bei Simmozheim wurden Reste einer römischen Ziegelei entdeckt.
Simmozheim wurde erstmals 985 in der Namensform Sigemundesheim urkundlich erwähnt. Ab 1320 gehörte der Ort den Herren von Kröwelsau, seit 1342 dem Kloster Herrenalb, womit Simmozheim unter die Schirmherrschaft der Grafen von Württemberg kam. Im Jahre 1626 starben 76 Personen an der Pest, 1634 wurden im Dreißigjährigen Krieg 44 Gebäude durch Feuer zerstört. 1699 kamen Waldenser als Glaubensflüchtlinge in den Ort, sie wurden nach kurzer Zeit im heutigen Neuhengstett angesiedelt, das 1700 gegründet wurde. Simmozheim musste dafür Teile seiner Gemarkung an Neuhengstett abtreten und ist seitdem in zwei nicht miteinander verbundene Gebiete geteilt.
Bei der Umsetzung der neuen Verwaltungsgliederung im 1806 gegründeten Königreich Württemberg wurde Simmozheim 1808 dem Oberamt Calw zugeordnet.
Um 1900 waren die meisten Einwohner Tagelöhner und Kleinbauern. Die Verwaltungsreform des Jahres 1938 führte zur Zugehörigkeit zum Landkreis Calw. Am 16. April 1945 verloren bei einem Luftangriff sechs Menschen ihr Leben.
1945 wurde Simmozheim Teil der Französischen Besatzungszone und kam somit zum Nachkriegsland Württemberg-Hohenzollern, welches 1952 im Land Baden-Württemberg aufging.

### Religionen
Die Pfarrei war vor der Reformation eine Frühmesserei und hatte danach immer einen eigenen Pfarrer; außer im Jahre 1630, wo der damalige Pfarrer infolge des Restitutionsedikts entlassen und die Gemeinde von Möttlingen aus besorgt wurde. Ebenfalls ohne Pfarrer war die Gemeinde in den Jahren 1636–1651, als die Bevölkerung durch den Dreißigjährigen Krieg sehr geschwächt war. Damals gehörte der Ort zu Althengstett. Mit der Einführung der Reformation in Merklingen wird auch Simmozheim 1535 evangelisch. Die heutige evangelische Kirchengemeinde umfasst die Gemeinde Simmozheim und den Ortsteil Büchelbronn, der 1802 gegründet wurde. Sie gehört zum Kirchenbezirk Calw-Nagold in der Evangelischen Landeskirche in Württemberg.
Neben den Einrichtungen der evangelischen Kirchengemeinde gibt es ein Gemeindehaus der Liebenzeller Gemeinschaft. Ca. 500 Einwohner sind katholisch. Sie werden von der Kirchengemeinde St. Peter und Paul in Weil der Stadt betreut, die zum katholischen Dekanat Böblingen gehört. Außerdem wurde ein Königreichssaal der Zeugen Jehovas ca. 1960 erbaut.

### Einwohnerentwicklung
- 1748: 0513 Einwohner
- 1950: 1050 Einwohner
- 1991: 2489 Einwohner
- 1995: 2630 Einwohner
- 2005: 2749 Einwohner
- 2010: 2814 Einwohner
- 2015: 2894 Einwohner
- 2020: 2877 Einwohner

## Politik

### Bürgermeister
Bürgermeister ist seit 2016 Stefan Feigl. Er wurde 2024 für eine zweite Amtszeit wiedergewählt.

### Gemeinderat
Der Gemeinderat in Simmozheim hat 12 Mitglieder. Er besteht aus den gewählten ehrenamtlichen Gemeinderäten und dem Bürgermeister als Vorsitzendem. Der Bürgermeister ist im Gemeinderat stimmberechtigt. Die Kommunalwahl am 9. Juni 2024 führte zu folgendem vorläufigen Endergebnis. Die Wahlbeteiligung lag bei 70,7 % (2019: 67,2 %).
| Partei                              | Stimmen | Sitze | Ergebnis 2019    |
| ----------------------------------- | ------- | ----- | ---------------- |
| Unabhängige Wählerschaft Simmozheim | 36,24 % | 4     | 56,79 %, 7 Sitze |
| aktiv für Simmozheim                | 63,76 % | 8     | 43,21 %, 5 Sitze |

### Haushalt
Die Gemeinde Simmozheim ist mit Stand vom 31. Dezember 2021 schuldenfrei.

## Wirtschaft und Infrastruktur

### Verkehr
Simmozheim liegt an der Bundesstraße 295.
Durch eine Alltagsroute aus dem Radnetz Baden-Württemberg ist Simmozheim über Althengstett mit Calw und in der anderen Richtung über Weil der Stadt und Renningen mit Leonberg verbunden.

### Bildung

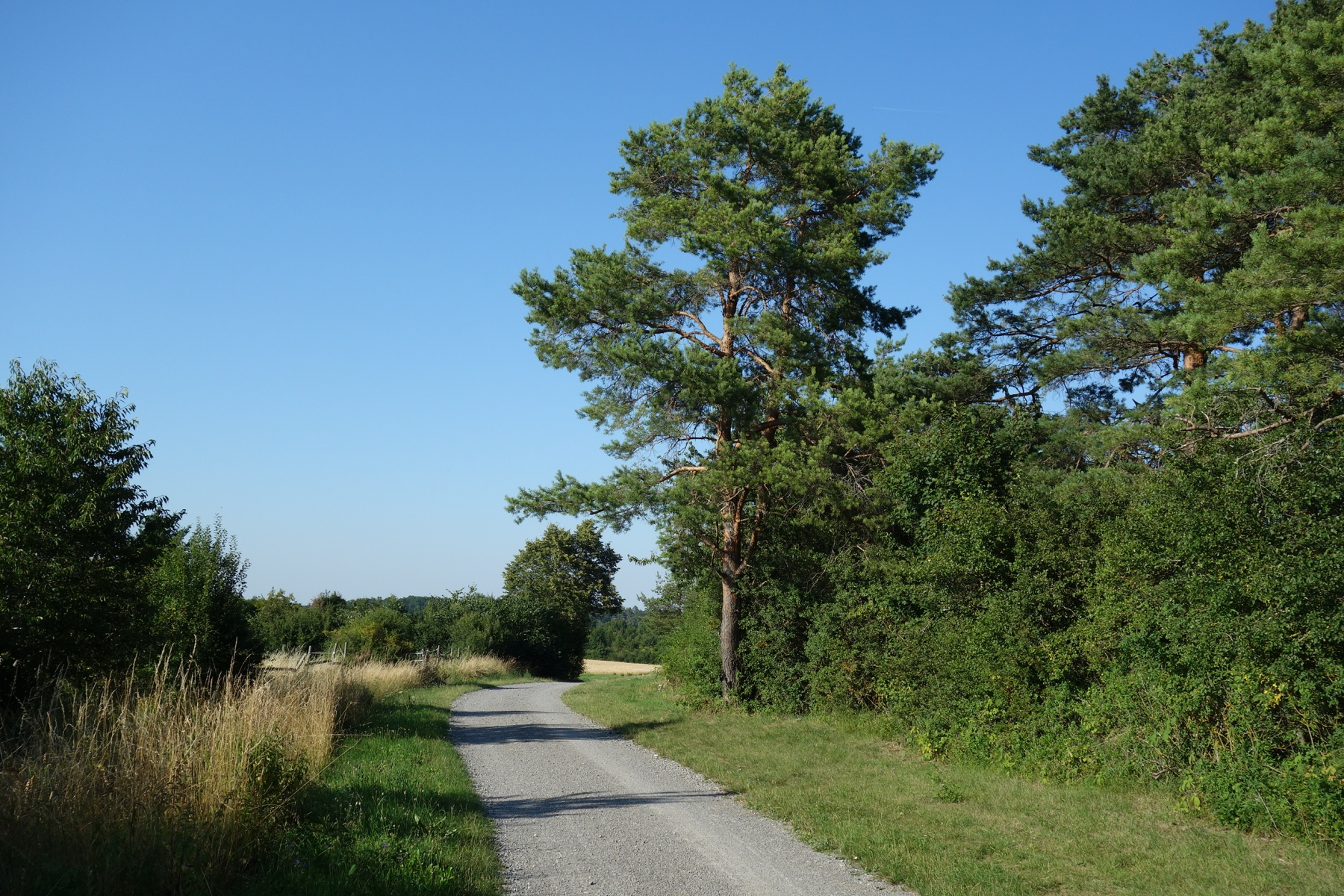
Gäurandweg im Simmozheimer Naturschutzgebiet Hörnle und Geißberg

Simmozheim verfügt über zwei Kindergärten, davon einer mit Kleinkindbetreuung, sowie eine Grundschule mit angeschlossener Ganztagsbetreuung. Der ehemalige Waldkindergarten im Simmozheimer Gerechtigkeitswald wurde zum Jahr 2013 von der Gemeinde Althengstett übernommen. Als weiterführende Schulen stehen im Nachbarort Althengstett eine Realschule, eine Werkrealschule und eine Hauptschule sowie in den nächsten Städten Weil der Stadt und Calw Gymnasien zur Verfügung.

### Tourismus
Simmozheim wird vom Gäurandweg durchquert, einem Fernwanderweg des Schwarzwaldvereins. Des Weiteren führt der Hugenotten- und Waldenserpfad, eine Kulturroute des Europarats, durch den Ort.

## Bauwerke

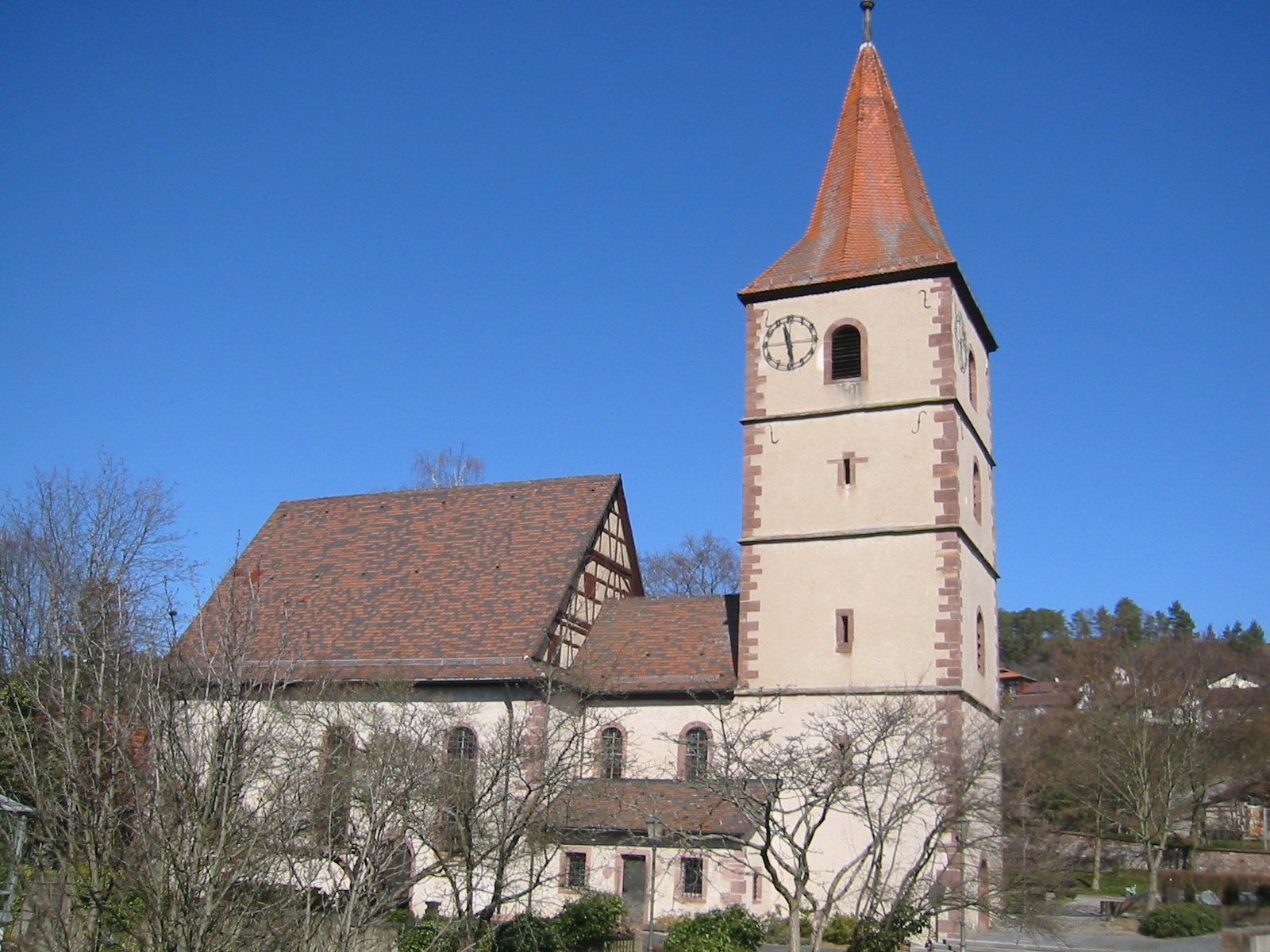
Dreifaltigkeitskirche Simmozheim

Die evangelische Dreifaltigkeitskirche ist das markanteste Wahrzeichen des Ortes. Sie steht leicht erhöht auf dem nördlichen Rand des Talgrunds. Auch nachts ist ihr vierkantiger Turm hell erleuchtet und weithin sichtbar. 1299 kam die Vorgängerkirche als Gräflich Vaihingen’sches Lehen der Familie Urbach an Württemberg. Im Jahr 1391 kaufte das Stift Stuttgart die wahrscheinlich von einem Angehörigen der Familie Conz gestiftete Kirche zu Simmozheim von Pfaff Konrad von Weil. 1482 wurde die Kirche vom Stuttgarter Stift wiederum an das Kloster Herrenalb um 1200 Gulden verkauft. 1497 ersetzte das Kloster das baufällige Kirchlein durch einen Neubau. Von dieser Kirche zeugt heute noch das kleine Kirchenschiff zwischen Hauptschiff und Turm. Nach alten Beschreibungen war sie mit einem Wall und Graben umgeben.
An das vorhandene kleine Kirchenschiff wurde im Jahr 1748 ein großes Kirchenschiff angebaut. Der alte Turm blieb damals stehen und wurde nach einem Blitzschlag von 1758 bis 1766 massiv bis unters Dach neu errichtet. Ursprünglich hatte die Kirche mit der Empore 350 Sitzplätze.
1963 fand die letzte Außenrenovierung und durch Architekt Werner Hermann Riethmüller unter der künstlerischen Leitung von Professor Rudolf Yelin d. J. bis 1964 auch eine umfassende Innenrenovierung statt, wobei der Haupteingang von der Westseite auf die Ostseite zum Turm verlegt wurde. Nachdem die Gemeindeempore entfernt und die Orgelempore wesentlich erweitert wurde, fanden Yelins Altar, Taufstein (inzwischen ausgetauscht) und Kanzel auf der Westseite ihren Platz. Sein großes, silbernes Kreuz vor einem farbigen Hintergrund (Darstellung des himmlische Jerusalem) ist nun der Blickfang hinter und über dem Altar. Diese Veränderungen sollten den völligen Neubeginn nach dem Zweiten Weltkrieg symbolisieren. Die Kirche erhielt auch eine neue Verglasung und eine elektrische Heizung. Die beiden großen Glocken von 1524 und 1525 stammen aus der Glockengießerei Sydler in Esslingen. Eine dritte von 1889 musste während des Zweiten Weltkriegs abgeliefert werden. 1984, als der hölzerne Glockenstuhl durch einen aus Stahl ersetzt wurde, gab man zwei neue, kleinere Glocken in Auftrag. An Ostern 1985 erklang das Vierergeläut zum ersten Mal. Die pneumatische Orgel der Esslinger Firma Weigle stammt aus dem Jahr 1907.
Die Kirchengemeinde hat seit Dezember 1994 auch ein Gemeindehaus, das im ehemaligen Pfarrgarten neben dem Pfarrhaus gebaut wurde.

## Söhne und Töchter der Gemeinde

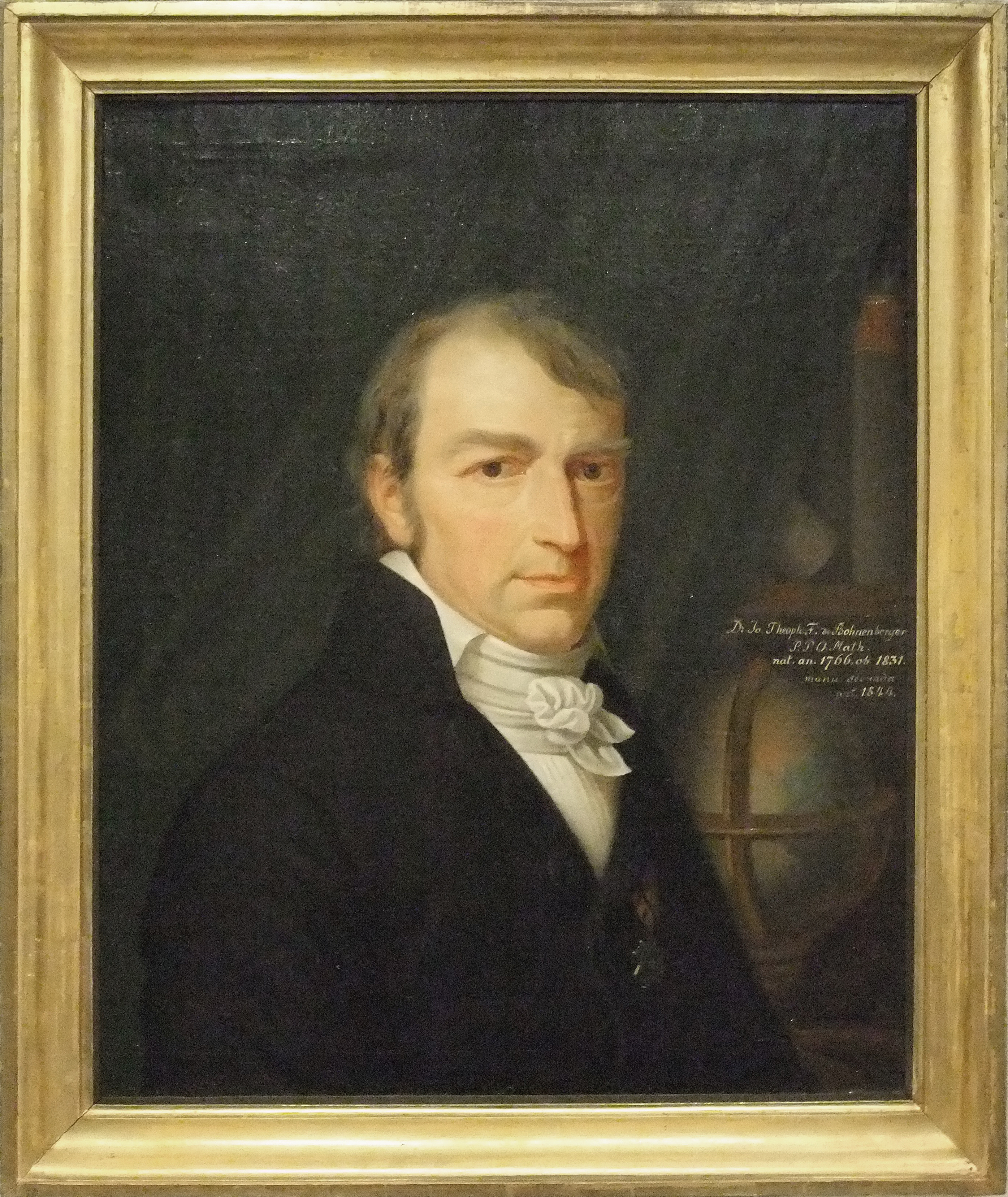
Johann Gottlieb Friedrich Bohnenberger 1844

- 1765, 5. Juni, Johann Gottlieb Friedrich von Bohnenberger, † 19. April 1831 in Tübingen, Astronom und Mathematiker
- 1803, 16. Oktober, Karl Georg Haldenwang, † 30. August 1862 in Heilbronn, evangelischer Pfarrer und Reformpädagoge in der Behindertenbildung[15]
- Georg Friedrich Müller (1804–1892), Arzt und Gründer der Diakonie Stetten
- 1952, 11. Juni, Gerhard Ehninger, Mediziner und Mitbegründer der Deutschen Knochenmarkspenderdatei